# ココリョナ
ココリョナ（カタルーニャ語:Cocollona）は、スペイン東部のジローナ県の伝説における川の怪物である。

## 概要
ある時、とある修道女が不信仰であったために罰せられて修道院の地下牢に投獄された。地下牢からは街を流れるオニャール川にしか出ることができなかった。それから年月が経ち、修道女は栄養不良と孤独が原因で身体に鱗が生えて鰐のような姿となってしまったが、まだ幾分かは聖人であったため蝶の翅も身体に現れていた。これが怪物ココリョナ（鰐を意味するココドリルと蝶を意味するパパリョナのかばん語）である。修道女が変身したココリョナが亡くなって暫くしてから、オニャール川ではココリョナの幽霊が現れ、古い橋の近くでその姿を目撃されるようになった。現在、半透明のココリョナの姿は満月の光の下でしか見ることができないという。